# 9 TCN
Năm 9 TCN là một năm trong lịch Julius. 

## Sinh
- Hán Bình Đế, vị vua thứ 13 nhà Tây Hán của Trung Quốc (mất 5 CN)